# Robert Furchgott
Robert Francis Furchgott (ur. 4 czerwca 1916 w Charleston, zm. 19 maja 2009 w Seattle) – amerykański biochemik i farmakolog, laureat Nagrody Nobla z medycyny 1998.
W latach 1956–1988 był profesorem farmakologii na Brooklyn State University w Nowym Jorku, od 1989 University of Miami. Członek Narodowej Akademii Nauk w Waszyngtonie.
W 1980 roku odkrył, że komórki śródbłonka naczyń krwionośnych produkują nieznany wcześniej czynnik, nazwany przez niego EDRF (endothelium-derived relaxing factor), który powoduje rozluźnianie i rozszerzanie naczyń krwionośnych.
Za wyjaśnienie roli tlenku azotu jako środka działającego na układ nerwowy sterujący mięśniami gładkimi otrzymał razem z Louisem Ignarro i Feridem Muradem w 1998 Nagrodę Nobla. Badania trójki uczonych przyczyniły się do wynalezienia leku na impotencję – sildenafilu (Viagry).
W 2003 Uniwersytet Karola w Pradze przyznał mu tytuł doktora honoris causa.